# Acción (programa de televisión)

Acción es un programa semanal mexicano de resumen deportivo de TUDN que se transmite todos los domingos a las 14:00 en Las Estrellas, con retransmisión a las 15:00 (Tiempo del Centro) en TUDN y en los Estados Unidos se transmite por Univisión en el horario de las 16:00 (Tiempo del Este). Es un programa que narra lo mejor de los eventos deportivos del fin de semana, también cuenta con ediciones especiales cuando TUDN  transmite mundiales de fútbol o juegos olímpicos.
Con 46 años y contando de forma casi interrumpida, es actualmente el segundo programa más longevo de la televisión mexicana y el más longevo en emisión, superando al programa de Canal Once Aquí Nos Tocó Vivir, que duró 45 años al aire y estando detrás del programa infantil-familiar de Televisa En Familia Con Chabelo, que duró 48 años al aire. 

## Historia
El programa surge como competencia del programa DeporTV que transmitía Imevisión, programa que entonces era conducido por José Ramón Fernández y Raúl Orvañanos, en donde hablaban de los resultados deportivos y creaban polémica entre ellos.
Entonces nace Acción con un formato simple: un resumen con lo mejor del deporte con las voces de fondo, nunca a cuadro. El plus del programa, a diferencia de su competencia era que contaba con los videos de los eventos porque contaba con los derechos, a diferencia de DeporTV que sólo transmitía imágenes y hablaba de los deportes que no eran populares en aquella época.
Durante sus más de 40 años de vida, han desfilado por el programa comentaristas como Jorge «Sonny» Alarcón, Ángel Fernández, Gerardo Peña, Juan Dosal, Pedro «Mago» Septién, Jorge Berry, Fernando Schwartz, Antonio Andere, Alfonso Morales, Raúl Pérez, Enrique Burak, Enrique «El Perro» Bermúdez, Javier Alarcón, Jorge Pietrasanta, Paco Villa y el único sobreviviente de los fundadores Antonio de Valdés.
El programa comenzó sus ediciones especiales con el mundial de Corea - Japón 2002 bajo el nombre de El mundial en Acción, el programa se retomó en el mundial de Sudáfrica 2010 bajo el nombre de Acción Mundialista, este también se desarrolló en el mundial de Brasil 2014 y en el mundial de Rusia 2018, su formato consiste en además de mostrar los resúmenes de los partidos, la tradición de gol, error y figura y también lo mejor de las secciones de comedia y cultura de La jugada del mundial, por ello se transmitía después de la jornada diaria de partidos (en 2010, 2018 y 2022 a las 15:00, y en 2014 a las 21:00), el programa sustituyó a la edición del programa Mundial a Fondo transmitida en Corea - Japón 2002 y Alemania 2006.
También ha tenido sus ediciones especiales en Juegos Olímpicos, primero para los Juegos Olímpicos de Londres 2012 (aún como dueños de los derechos), se usó el nombre de Acción Olímpica para retransmitir los mejores eventos del día en un espacio que alcanzaba hasta 8 horas diarias, donde finalmente se ligaban a La Jugada Olímpica, tras no tener los derechos para Río 2016, en Tokio 2020 (ya bajo la producción de TUDN) se volvió a tener una edición especial del programa, bajo el nombre de Acción de los Juegos Olímpicos con dos ediciones diarias de una hora: a la medianoche y a la 13:30.
El programa del 5 de noviembre de 2017 fue el programa 2000 de Acción, el programa ha pasado por tres producciones: la primera, producida por Televisa entre 1979 y 1998, posteriormente Televisa Deportes lo haría entre 1998 y 2019, para finalmente, con la fusión de las áreas deportivas de Televisa y Univisión, es TUDN quien desde 2019 se encarga de producir el programa. Dado que el programa se mantuvo en el gusto del público, y al ser una tradición la emisión los domingos, se le considera como el «Siempre en Domingo de los deportes». Tampoco ha estado exenta de ser reprogramada pues aunque mantuvo un horario fijo en las 18:00, al término de la jornada del fútbol mexicano, posteriormente pasó a las 16:00 para ser previo de los partidos dominicales, y desde 2018 se transmite a las 14:00, después de los partidos de domingo al mediodía.

## Secciones
El programa ha ido evolucionando y con ello la popularización de algunas secciones tales como:
- Gol, error y figura: Se muestran los mejores goles de la semana, en México bajo el nombre de el gol de la semana y en el mundo (sobre todo en Europa) tiene el nombre de el gol internacional. También se muestran los errores más costosos de los partidos, bajo el nombre de el error, el oso (a la falla más clara) y el el oso internacional (al ocurrido en el fútbol de Europa), también se muestra la atajada, lo negro del arbitraje al error arbitral que más haya trascendido un partido, y el anti-futbol a la acción más violenta de un partido, independiente de si estuvo bien marcado o no. La figura es al deportista (generalmente un futbolista) que más haya destacado en la semana. Cuando la ocasión lo amerita, se muestran algunos hechos más destacados, ya sean hechos lamentables o reprobables, o bien hechos que merecen reconocimiento o merecen ser aplaudidos.
- Las 10 de acción: Se muestran las diez notas más relevantes del fin de semana en el mundo del deporte.

### Ligas, torneos y deportes que cuentan con resumen
- Liga MX
- Liga MX Femenil
- LaLiga
- Premier League
- Major League Baseball
- National Football League
- Fórmula 1
- Partidos de la Selección de fútbol de México
- Partidos de selecciones internacionales más destacados (en especial, de Europa y Sudamérica).
- Boxeo mexicano e internacional
- Lucha Libre mexicana